# Кухня украинских казаков
Кухня украинских казаков, обитавших преимущественно на юге Украины, в Поднепровье, содержала в основном блюда из круп и рыбы. Мяса, молока было мало, потому что скот казаки не держали, овощи не выращивали. Мясо, сметану, молоко добывали в походах или покупали у крестьян. Рыбы было достаточно, потому что казацкие поселения размещались у рек, озер. Казаки много времени проводили в походах, и поэтому запасали солёную, вяленую и сушёную рыбу, сало. 
Казаки издавна занимались не только рыболовством, но также охотой и пасечничеством, соответственно, их рацион включал дичь и мёд .
Тем не менее, казаки употребляли свинину, рубцы, мамалыгу с брынзой или солёным овечьим сыром, бастурмой. Чтобы полакомиться мясом, сыром, варениками, сырниками, галушками, собирали артель, деньги, покупали продовольствие и передавали куренному кухарю. 
Во время походов режим питания и набор продуктов менялся: в дорогу брали то, что не портилось. Казацкая кухня была простой, экономной, но питательной. Народные казацкие блюда вспоминал в своей поэме «Энеида» Иван Котляревский. Некоторые блюда описал французский инженер Г.Л. де Боплан, который в 1646 г. исследовал Украину.

## Известные блюда
- Кулеш (от угор. köles — «просо») – самое известное украинское блюдо, готовится из пшенной крупы.
- Тетеря – «отец» кулиша, улучшенный вариант саламахи.
- Галушки – прототипом галушек была саламаха . Готовили их из пшеничной и гречневой муки , замешивая на овощном отваре, молоке или сыворотке крутое тесто.
- Щерба – жидко сваренная мука на рыбьей ухе. За мясо нужно было платить, а рыбу щедро поставляли водоемы. Рыбу сушили, жарили, варили, вялили и запекали.
- Капусняк запорожский – не повседневная пища казаков. Существует множество рецептов капустника.
- Путря – ячменная кутья со сладким квасом.
- Шулик медовый – корж с маком, спеченный на меду.
- Варенуха – напиток из водки, пряностей, меда и фруктов, сваренный в печи.
- Коржи-загребы – пресные лепешки из муки грубого помола. Название определяет способ приготовления – чтобы тесто запеклось в корж, его загребали жаром или золой. Что удобно во время походов, можно приготовить на костре в чистом поле.

## См.также
- Казачья кухня